# Lubań
Lubań (Duits: Lauban) is een stad in het Poolse woiwodschap Neder-Silezië, gelegen in de powiat Lubański. De oppervlakte bedraagt 16,12 km², het inwonertal 22.392 (2005).

## Geschiedenis
Lubań werd als Lauban rond 1220 gesticht door Duitse handelaars langs de handelsweg tussen Hessen, Maagdenburg en Breslau. De oudste oorkonde die Lauban vermeldt stamt uit 1268. Lauban was tot 1945 een Duitse stad en een centrum voor textielindustrie. In de Tweede Wereldoorlog werd Lauban voor 60 % verwoest, nadat de stad op 2 maart 1945 tijdelijk door de Wehrmacht en Waffen-SS heroverd werd op het Rode Leger. Na de oorlog werd de bevolking verdreven en vervangen door Polen die op hun beurt uit het vroegere Oost-Polen verdreven waren.